# Resolutie 938 Veiligheidsraad Verenigde Naties
Resolutie 938 van de Veiligheidsraad van de Verenigde Naties werd op 28 juli 1994 aangenomen met veertien stemmen voor, zonder stem van Rwanda. Met deze resolutie werd de UNIFIL-vredesmacht in het zuiden van Libanon met een half jaar verlengd.

## Achtergrond
Na de Israëlische inval in Zuidelijk Libanon eind jaren 1970, stationeerden de Verenigde Naties de tijdelijke VN-macht UNIFIL in de streek. Die moest er de vrede handhaven totdat de Libanese overheid haar gezag opnieuw kon doen gelden.
In 1982 viel het Israëlische leger Libanon opnieuw binnen voor een oorlog met de Palestijnse PLO. Midden 1985 begon Israël met terugtrekkingen uit het land, maar geregeld vonden nieuwe aanvallen en invasies plaats.

## Inhoud
De Veiligheidsraad:
- herinnert aan de resoluties 425, 426, 501, 508, 509 en 520;
- bestudeerde het rapport van secretaris-generaal Boutros Boutros-Ghali over UNIFIL, en neemt nota van diens waarnemingen;
- neemt akte van de brief van Libanon;
- beantwoordt het verzoek van de Libanese overheid;

1. besluit om het mandaat van UNIFIL met zes maanden te verlengen, tot 31 januari 1995;
2. herhaalt zijn steun aan de territoriale integriteit, soevereiniteit en onafhankelijkheid van Libanon;
3. benadrukt de voorwaarden van de macht en roept alle betrokken partijen op samen te werken met de macht wanneer die haar mandaat uitvoert;
4. herhaalt dat de macht haar mandaat volledig moet uitvoeren;
5. vraagt de secretaris-generaal om de consultaties met de Libanese overheid en andere partijen over de uitvoering van deze resolutie voort te zetten en hierover te rapporteren.

## Verwante resoluties
- Resolutie 904 Veiligheidsraad Verenigde Naties
- Resolutie 921 Veiligheidsraad Verenigde Naties
- Resolutie 962 Veiligheidsraad Verenigde Naties
- Resolutie 974 Veiligheidsraad Verenigde Naties (1995)

Lijst ·  893 ·  894 ·  895 ·  896 ·  897 ·  898 ·  899 ·  900 ·  901 ·  902 ·  903 ·  904 ·  905 ·  906 ·  907 ·  908 ·  909 ·  910 ·  911 ·  912 ·  913 ·  914 ·  915 ·  916 ·  917 ·  918 ·  919 ·  920 ·  921 ·  922 ·  923 ·  924 ·  925 ·  926 ·  927 ·  928 ·  929 ·  930 ·  931 ·  932 ·  933 ·  934 ·  935 ·  936 ·  937 ·  938 ·  939 ·  940 ·  941 ·  942 ·  943 ·  944 ·  945 ·  946 ·  947 ·  948 ·  949 ·  950 ·  951 ·  952 ·  953 ·  954 ·  955 ·  956 ·  957 ·  958 ·  959 ·  960 ·  961 ·  962 ·  963 ·  964 ·  965 ·  966 ·  967 ·  968 ·  969